# منتخب بورتوريكو لهوكي الحقل للرجال
منتخب بورتوريكو لهوكي الحقل للرجال هو ممثل الولايات المتحدة الرسمي في المنافسات الدولية في هوكي الحقل
.